# Ulrike Kaiser (Judoka)
Ulrike Dominique Kaiser (* 10. Januar 1978 in Grabs, Schweiz) ist eine ehemalige Liechtensteiner Judoka.

## Karriere
Kaiser trat im Halbschwergewicht bis 52 kg an und konnte in dieser Klasse vier Goldmedaillen bei den Spielen der kleinen Staaten von Europa gewinnen. Bei den Schweizer Meisterschaften gewann sie insgesamt fünfmal Bronze.
Bei den Olympischen Sommerspielen 2000 in Sydney unterlag sie im Viertelfinale der Inderin Lourembam Brojeshori Devi.